# Hey Jude (pjesma)
"Hey Jude" je pjesma koju je napisao engleski rock glazbenik Paul McCartney, a koja se tradicionalno pripisuje tandemu Lennon-McCartney. Objavljena je u kolovozu 1968. godine kao prva singlica njihovog sastava The Beatles za izdavačku kuću Apple Records. Po svom je stilu balada.
Izvorno je bila naslovljena "Hey Jules", što se najčešće tumači nastojanjem McCartneyja da utješi Lennonovog sina Juliana, čiji su roditelji u to vrijeme prolazili kroz razvod. Poznata je po tome što traje čak sedam minuta te se smatra jednom od najdužih pjesama u povijesti suvremene zabavne glazbe.
"Hey Jude" je došla na prvo mjesto britanske top-ljestvice, postavši do tada najdužom pjesmom kojoj je to uspjelo. Također je došla na prvo mjesto američke top-ljestvice gdje je ostala punih devet tjedana.

## Vanjske poveznice
- Stihovi pjesme  Arhivirana inačica izvorne stranice od 8. listopada 2013. (Wayback Machine)